# Agriocnemis falcifera
Agriocnemis falcifera är en trollsländeart. Agriocnemis falcifera ingår i släktet Agriocnemis och familjen dammflicksländor. IUCN kategoriserar arten globalt som livskraftig.

## Underarter
Arten delas in i följande underarter:
- A. f. falcifera
- A. f. transvaalica